# Mekatilili Wa Menza
Mnyazi wa Menza, también conocida como ' Mekatilili Wa Menza o Makatilili (1860-1924) fue una activista independentista de Kenia que lideró al pueblo Giriama contra la administración colonial de Kenia entre 1912 y 1915.

## Biografía
Mekatilili wa Menza nació en la década de 1860 en Mutsara wa Tsatsu en Bamba, condado de Kilifi. Era hija única de una familia de cinco hijos. Uno de sus hermanos, Mwarandu, fue secuestrado por traficantes de esclavos árabes y nunca se volvió a saber de él. En algún momento de su vida, Mekatilili se casó con Dyeka en Lango Baya.

## Rebelión
La resistencia de Menza se generó como resultado de preocupaciones económicas y socioculturales. Menza quería evitar que las autoridades coloniales emplearan a los trabajadores de Giriama, con el objetivo de asegurarse de que permanecieran en el territorio de Giriama y contribuyeran fundamentalmente al bienestar del pueblo de Giriama. También le preocupaba la creciente influencia occidental en Kenia, que consideraba que erosionaba la cultura de Giriaman.
El administrador colonial de la región, Arthur Champion, celebró una reunión pública el 13 de agosto de 1913, donde expuso sus demandas a la comunidad. Menza jugó un papel importante en la reunión al manifestar su oposición a las demandas de Champion, y Menza hizo al final de la reunión un juramento verbal de no trabajar nunca con o para los administradores coloniales.
A Menza le preocupaba lo que ella veía como la erosión de la cultura tradicional de Giriama. Los Giriama son una comunidad patrilineal y las mujeres rara vez ocupan puestos de liderazgo. Sin embargo, Menza era viuda. En la sociedad de Giriama, las mujeres disfrutan de ciertos privilegios, incluido el de hablar ante los mayores. consiguió apoyo para su causa contra las autoridades coloniales como consecuencia de la posición que había alcanzado como firme creyente en la religión tradicional. En esto, fue ayudada por el médico tradicionalista Wanje wa Mwadori Kola. Ganó gran audiencia a través de su interpretación de la danza kifudu. El baile estaba reservado para las ceremonias fúnebres, pero Menza lo realizaba constantemente de pueblo en pueblo, atrayendo a un gran número de seguidores que la seguían dondequiera que fuera.
Menza y Mwadori organizaron una gran reunión en Kaya Fungo donde gestionaron el juramento mukushekushe entre las mujeres y Fisi entre los hombres que juraron nunca cooperar con las autoridades coloniales de ninguna manera o forma. Las autoridades coloniales respondieron incautando grandes extensiones de tierra de Giriama, quemando sus casas y arrasando Kaya Fungo. Esto condujo al fallido Levantamiento de Giriama, conocido localmente como kondo ya chembe.
Menza fue arrestada por las autoridades coloniales el 17 de octubre de 1913 y exiliada a Kisii en la provincia de Nyanza. Según los registros coloniales, cinco años después regresó a su tierra natal donde continuó oponiéndose a la imposición de políticas y ordenanzas coloniales. Menza declaró que Arthur Champion era el único responsable de imponer políticas coloniales en Giriama, que, según ella, estaba erosionando la cultura tradicional de Kenia. Sin embargo, algunas narraciones dicen que Menza escapó de la prisión de Kisii y caminó más de 1.000 kilómetros de regreso a su hogar en Giriama. Más tarde fue arrestada y enviada a una prisión en Kismayu, Somalia, de donde también escapó misteriosamente, regresando a su hogar.
Murió en 1924 y fue enterrada en Bungale, en el distrito electoral de Magarini, distrito de Malindi.

## Legado y reconocimientos
Durante el movimiento feminista de Kenia de 1980, las activistas tuvieron a Menza como un símbolo del movimiento, ya que fue la primera mujer keniana registrada en participar en una lucha por el cambio social.
El 9 de agosto de 2020, Google le rindió homenaje con un Google Doodle.